# Polyacanthocephala
Polyacanthocephala – gromada kolcogłowów (Acanthocephala). Odkryta w wyniku badań genetycznych i obejmującą kilka gatunków, które cechuje grzbietowe i brzuszne położenie głównych kanałów podłużnych, tułów pokryty kolcami, gruczoły cementowe samców z olbrzymimi jądrami oraz występowanie u samic dwóch cewek więzadłowych. 